# Urko Izeta
Urko Iruretagoiena Lertxundi (Aya, Guipúzcoa, 29 de septiembre de 1999), más conocido como Urko Izeta, es un futbolista español que juega como delantero en el Athletic Club.

## Trayectoria
Comenzó su formación como futbolista en las filas del Ostadar SKT de Lasarte-Oria. Después pasó dos temporadas en el Zarautz KE. En verano de 2016 llegó a las categorías inferiores de la SD Eibar para jugar en el Juvenil "A". En la temporada 2018-19 promocionó al filial armero, el CD Vitoria de Segunda B, donde jugó veinticinco partidos. En su segunda campaña en el filial logró cinco goles en Tercera División, mientras que en la tercera logró tres tantos. El 28 de agosto de 2021 fue cedido al Arenas Club de Segunda Federación, donde marcó 19 goles en 34 partidos. Después de renovar su contrato por dos campañas, el 18 de julio de 2022, fue prestado a la S. D. Amorebieta de Primera Federación. En el cuadro azul logró seis goles en la primera mitad de la temporada, lo que llamó la atención del Athletic Club que buscaba refuerzos para su equipo filial.
Finalmente, el 19 de enero de 2023 fichó por el Bilbao Athletic de Primera Federación con un contrato hasta junio de 2025.En sus primeros meses en el club rojiblanco logró cuatro tantos, pero sufrió el descenso a Segunda Federación.En la temporada 2023-24 fue el máximo goleador de Segunda Federación con 21 goles y, además, logró el ascenso a Primera Federación con el filial bilbaíno.
El 8 de agosto de 2024 fue cedido al CD Mirandés de Segunda División.El 15 de septiembre marcó su primer gol en un triunfo frente al Albacete Balompié (2-0).El 22 de diciembre anotó un hat-trick, en Riazor, en la goleada frente al Deportivo de La Coruña (0-4).Con sus tres goles, se convirtió en el primer jugador del club en marcar tres o más goles en Segunda División.El 1 de febrero de 2025 marcó de falta directa, en Anduva, en la victoria frente al Elche CF (3-0).

## Clubes
| Club                      | Div           | Temporada     | Liga     | Liga  | Copas nacionales | Copas nacionales | Copas internacionales | Copas internacionales | Total    | Total |
| Club                      | Div           | Temporada     | Partidos | Goles | Partidos         | Goles            | Partidos              | Goles                 | Partidos | Goles |
| ------------------------- | ------------- | ------------- | -------- | ----- | ---------------- | ---------------- | --------------------- | --------------------- | -------- | ----- |
| CD Vitoria                | 2ªB           | 2018-19       | 25       | 1     | —                | —                | —                     | —                     | 25       | 1     |
| CD Vitoria                | 3ª            | 2019-20       | 22       | 5     | —                | —                | —                     | —                     | 22       | 5     |
| CD Vitoria                | 3ª            | 2020-21       | 23       | 4     | —                | —                | —                     | —                     | 23       | 4     |
| CD Vitoria                | Total club    | Total club    | 70       | 10    | 0                | 0                | 0                     | 0                     | 70       | 10    |
| Arenas Club (cedido)      | 2ª RFEF       | 2021-22       | 25       | 19    | —                | —                | —                     | —                     | 25       | 19    |
| Arenas Club (cedido)      | Total club    | Total club    | 25       | 19    | 0                | 0                | 0                     | 0                     | 25       | 19    |
| S. D. Amorebieta (cedido) | 1ª RFEF       | 2022-23       | 18       | 6     | 1                | 0                | —                     | —                     | 19       | 6     |
| S. D. Amorebieta (cedido) | Total club    | Total club    | 18       | 6     | 1                | 0                | 0                     | 0                     | 19       | 6     |
| Bilbao Athletic           | 1ª RFEF       | 2022-23       | 19       | 4     | —                | —                | —                     | —                     | 19       | 4     |
| Bilbao Athletic           | 2ª RFEF       | 2023-24       | 33       | 21    | —                | —                | 1                     | 0                     | 34       | 21    |
| Bilbao Athletic           | Total club    | Total club    | 52       | 25    | 0                | 0                | 1                     | 0                     | 53       | 25    |
| C. D. Mirandés (cedido)   | 2ª            | 2024-25       | 45       | 15    | 0                | 0                | —                     | —                     | 45       | 15    |
| C. D. Mirandés (cedido)   | Total club    | Total club    | 45       | 15    | 0                | 0                | 0                     | 0                     | 45       | 15    |
| Athletic Club             | 1ª            | 2025-26       | 0        | 0     | 0                | 0                | 0                     | 0                     | 0        | 0     |
| Athletic Club             | Total club    | Total club    | 0        | 0     | 0                | 0                | 0                     | 0                     | 0        | 0     |
| Total carrera             | Total carrera | Total carrera | 210      | 75    | 1                | 0                | 1                     | 0                     | 211      | 75    |